# أديلايد يونايتد
نادي أديلايد يونايتد لكرة القدم (بالإنجليزية: Adelaide United Football Club)‏ هو نادي كرة قدم أسترالي تم إنشاؤه في سنة 2008 الميلادية وشارك في دوري الدرجة الأولى الأسترالي.